# 傑列洛
51°3′40″N 27°26′30″E / 51.06111°N 27.44167°E
傑列洛（烏克蘭語：Джерело），是烏克蘭北部的村莊，隸屬日托米爾州的科羅斯滕區。該村面積0.78平方公里，海拔高度185米，2001年人口192，人口密度每平方公里246.15人。